# Mouvement rectiligne uniforme
Un mouvement rectiligne uniforme est le mouvement d'un corps ponctuel se déplaçant en ligne droite et à vitesse constante dans le référentiel de l'observateur. Dans un référentiel galiléen, c'est le mouvement d'un corps ponctuel influencé par aucune force extérieure.